# Líně s tebou spím
Líně s tebou spím (v angličtině Lazy Love) s podtitulem In Memoriam Mejla Hlavsa je studiové album české undergroundové hudební skupiny The Plastic People of the Universe, vydané v roce 2001. Jedná se o poslední album, na kterém se autorsky podílel Milan „Mejla“ Hlavsa.

## Seznam skladeb
Český název / Anglický název
| Pořadí | Název                                       | Délka |
| ------ | ------------------------------------------- | ----- |
| 1.     | II. Podzim / The Second Autumn              |       |
| 2.     | Bylo to nedávno / Recently                  |       |
| 3.     | Ach líně, líně… / Oh Lazy, Lazy…            |       |
| 4.     | Teď už vím / Now I Know                     |       |
| 5.     | V konečcích prstů / Tips Of Fingers         |       |
| 6.     | Konec léta / Summer’s End                   |       |
| 7.     | Sen o hadech / Snake Dream                  |       |
| 8.     | Pan K. / Dear Mr. K.                        |       |
| 9.     | Spáč / The Sleeper                          |       |
| 10.    | Moc jsem si neužil / It Wasn’t Such A Blast |       |

### Autoři skladeb
- Hudba: Ludvík Kandl (1), Milan Hlavsa (2–5, 7, 9–10), Joe Karafiát (6), Jiří Kabeš (8)
- Texty: Bruno Schulz, upravil Vratislav Brabenec (1, 6), J. H. Krchovský (2, 4, 7, 9–10), Petr Lampl (3), Zbyněk Hejda (5), Vratislav Brabenec (8)

## Sestava
- Vratislav Brabenec – basklarinet (1), altsaxofon (2, 4, 7, 9–10), zpěv (3, 6, 8), klarinet (8)
- Josef Janíček – klávesy (1–10), zpěv (2, 3, 4, 9)
- Jiří Kabeš – viola (1–10), zpěv (7)
- Ludvík Kandl – bicí (1–7, 9–10), zpěv (1)
- Joe Karafiát – kytara (1–2, 4–10), baskytara (3)
- Eva Turnová – zpěv (1, 3, 5, 6), baskytara (2, 4, 7, 9–10)
- Ivan Bierhanzl – kontrabas (1, 5, 6, 8, 10)
- Milan Hlavsa – zpěv (10)